# Högadals IS

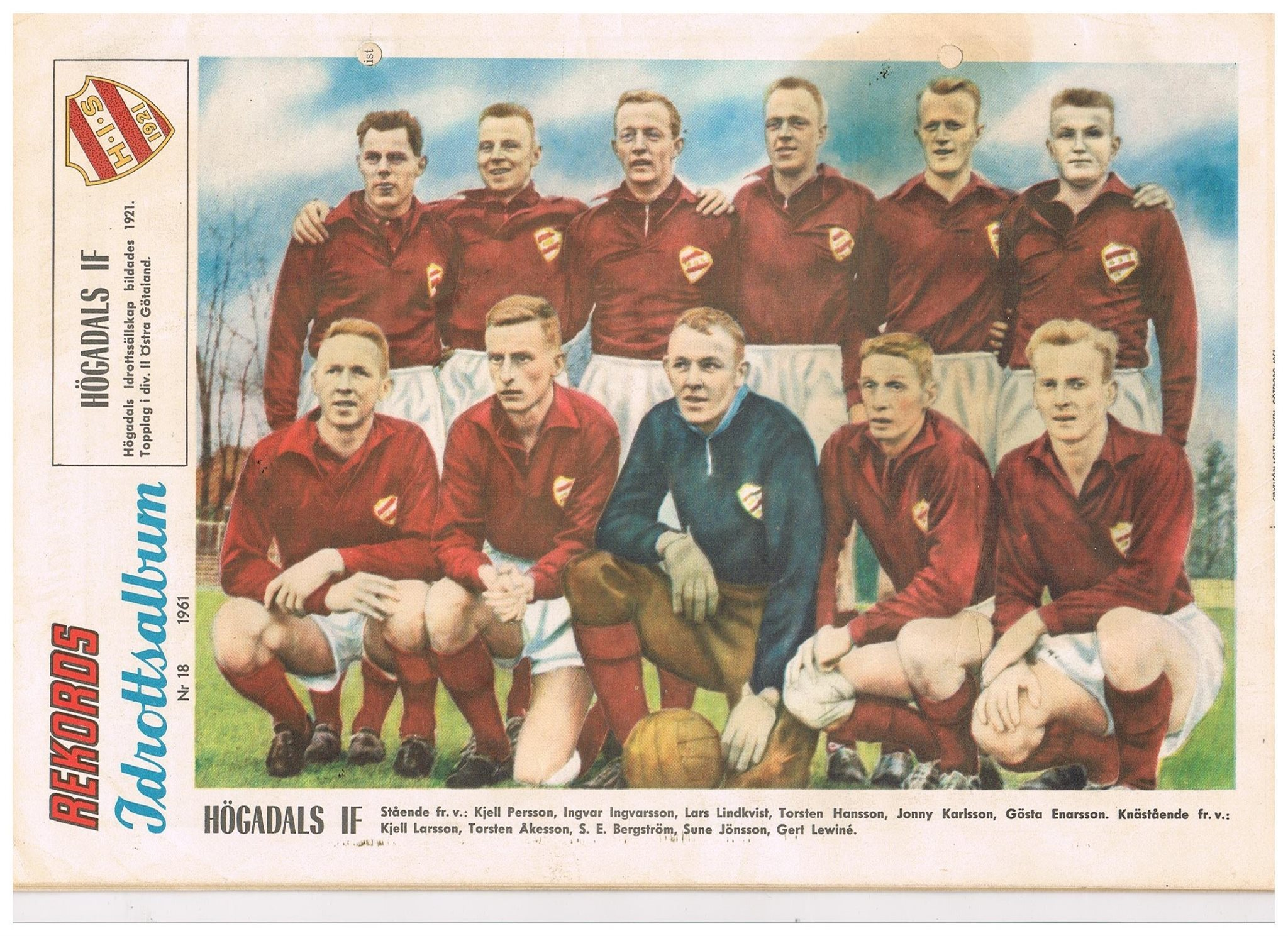
Vinröda Högadal från Blekinge under storhetsperioden, när man gick upp i högstaligan Allsvenskan.

Högadals IS, bildad 21 mars 1921, även kallad HIS, är en fotbollsklubb från Karlshamn i Sverige. De kom under sitt hundraårsjubileum säsongen 2021 att spela i Division 5 Blekinge.
Högadal blev den första klubben från Blekinge att spela i fotbollsallsvenskan då de deltog säsongen 1962. De åkte ur efter att ha slutat sist med nio insamlade poäng och har sedan dess inte gjort fler allsvenska säsonger. De är tillsammans med Mjällby de enda blekingska lag som spelat i herrarnas högstadivision.
Klubben har även utövat bandy.
Högadals IS publikrekord på bortaplan är 16.507 åskådare mot GIF Sundsvall i allsvenska kvalet 15 oktober 1961 Deras publikrekord på hemmaplan, på Vägga, är 14 564 åskådare mot Öster i samma kval.   Vilket långt överträffar blekinge-konkurrenten Mjällby AIF:s 8.438 mot Kalmar FF 1980 på Strandvallen. 

## Kända spelare
- Erton Fejzullahu
- Andreas Blomqvist
- Leif Blom

### Fotnoter
1. ↑  Martin Alsiö (25 februari 2004). ”De allsvenska klubbarnas födelsedagar”. Bolletinen. http://www.bolletinen.se/sfs/allsvenskan/grundades.pdf. Läst 10 oktober 2011.
2. ↑  ”Karlskrona”. Nordisk familjeboks sportlexikon. https://runeberg.org/sportlex/4/0467.html. Läst 23 oktober 2023.
3. ↑  ”GIF Sundsvall”. gifsundsvall.se. https://gifsundsvall.se/fakta/. Läst 4 mars 2024.
4. ↑  ”Publikbilder och kringbilder från kvalmatchen till Allsvenskan mellan GIF Sundsvall och Högadals IS 1961. Det blir publikrekord i Idrottsparken med 16 507 personer som tyvärr får se hemmalaget förlora med 2-4.”. digitaltmuseum.se. https://digitaltmuseum.se/021015589963/publikbilder-och-kringbilder-fran-kvalmatchen-till-allsvenskan-mellan-gif. Läst 4 mars 2024.
5. ↑  Rolf Jönsson (15 oktober 2011). ”Kvalhjältarna i Högadal träffas igen”. Sydöstran. https://www.sydostran.se/sporten/kvalhjaltarna-i-hogadal-traffas-igen/. Läst 4 mars 2024.
6. ↑  ”Bolletinen”. http://www.bolletinen.se/sfs/pdf/stat_h_allsvens_1924_2002_publikrekord_f_lagen_allsv_superettan.pdf. Läst 4 mars 2024.